# Sandnes Ulf
Maillots
Le Sandnes Ulf est un club de football norvégien basé dans la ville de Sandnes. L'équipe évolue en 2022 en deuxième division du Championnat de Norvège de football. Sandnes Ulf est le plus grand club de Sandnes, et le club joue ses matchs à domicile dans le stade de Østerhus Arena.

## Histoire

### L'Ulf-Sandnes
Le club est fondé le 1er juin 1911 sous le nom de Ulf. Il est ensuite renommé Ulf-Sandnes.
Le club n'est apparu qu'à une seule période du XXe siècle en première division norvégienne, de 1937 to 1940. Le championnat est alors annulé en raison de la Seconde Guerre mondiale, et le Sandnes Ulf n'est pas présent lors de la reprise en 1947. Le club apparaît en deuxième division dans les années 1950, 1960 et 1970 mais joue le plus souvent en troisième ou quatrième division jusque dans les années 2000.

### Fusions
Après une fusion avec le Sandnes FK en 2004, le club prend son nom actuel le, Sandnes Ulf. Le Sandnes FK, fondé en 1997 pour représenter le football de la région, prend la place d'Ulf-Sandnes en championnat. Ulf-Sandnes, qui devient alors une filiale du Sandnes FK, démarre en 1998 en septième division, mais monte rapidement les échelons. En 2001, Ulf-Sandnes est de retour en quatrième division. Au même moment, le Sandnes FK connaît des difficultés financières, et n'arrive pas à accéder en deuxième division. Une fusion entre le Sandnes FK et l'Ulf-Sandnes original est proposé en 2003. Formellement, il s'agit d'une absorption du Sandnes FK le 9 février 2004 et d'un changement de nom le 10. L'Ulf-Sandnes prend la place du Sandnes FK en troisième division sous le nom de Sandnes Ulf. Le club adopte les couleurs originales d'Ulf-Sandnes, le bleu ciel et le blanc,. Le club commence la saison 2004 avec neuf joueurs de Sandnes FK (plus un foottballeur prêté au Viking Stavanger) et cinq joueurs d'Ulf-Sandnes, avec en plus de nouveaux coéquipiers. Deux des meilleurs joueurs rejoignent le Bryne FK. Kjetil Thulin marque les deux premiers buts du club d'après-fusion.

### Retour au haut niveau
En 2007, le Sandnes Ulf est promu en deuxième division, redonnant ainsi de l'attrait au club qui voit une augmentation de la couverture médiatique et des affluences au Sandnes Idrettspark. Avant le début de la saison 2008, les signatures de Paul Oyuga et Artur Kotenko apportent l'expérience professionnelle manquante à ce club habitué à l'amateurisme. Asle Andersen, qui s'est engagé au club en mars 2006, est alors un joueur clé de l'équipe. Il devient par la suite entraîneur.
Le club finit la saison 2010 en zone de relégation. Néanmoins, le Follo FK, alors maintenu, est forcé d'abandonner en raison de problèmes financiers, ce qui entraîne le repêchage du Sandnes Ulf.
Le 23 octobre 2011, un siècle après sa fondation et un an après son maintien de justesse en deuxième division, le Sandnes Ulf est promu en première division norvégienne. Jusque-là, Sandnes était la seule parmi les dix grandes villes du pays à ne pas avoir eu de club dans l'élite après la Seconde Guerre mondiale.

## Stade

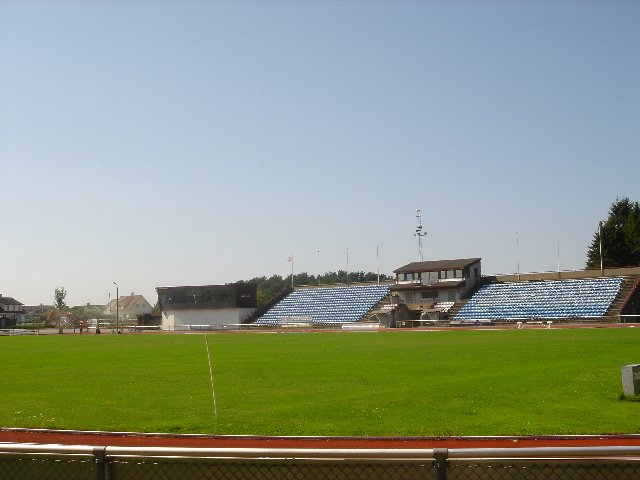
Le Sandnes Idrettspark

Le Sandnes Ulf évolue à domicile au Sandnes Idrettspark. Jusqu'à la fin des années 2000, le stade ne répond pas aux normes pour accueillir des matchs des deux premières divisions du pays ; une dérogation de la Fédération de Norvège de football  leur permet de jouer dans l'enceinte.
En 2008, après la promotion en deuxième division, le club se pose la question de la construction possibilité d'un  nouveau stade. Plusieurs sites sont à l'étude.
Finalement, le Sandnes Idrettspark est rénové avec une nouvelle tribune et de meilleures installations pour les joueurs et les arbitres, convenant ainsi aux exigences de la Fédération norvégienne.